# Культура есперанто
Культура есперанто — культура, що утворилася у співтоваристві есперантистів за більш ніж 100 років існування мови.